# Úklady a láska
Úklady a láska (1784, Kabale und Liebe} je třetí divadelní hra německého dramatika Friedricha Schillera. Jde o měšťanskou tragédii, resp. truchlohru (bürgerliches Trauerspiel) o pěti dějstvích postavenou na kontrastu a dramatickém napětí vyvolaném tím, že proti zkaženosti a intrikám šlechty staví slušnost obyčejných měšťanů, kteří jsou čestní a pokorně přijímají, co jim život přináší. Vyznačuje se politickou silou a svou revoltou proti společenským pořádkům zapadá do literárního hnutí Sturm und Drang (bouře a vzdor). Schiller se ve hře také zamýšlí nad možnými důsledky přepjatého a jednostranného pojetí bezpodmínečné svobody jedince.

## Vznik hry
Myšlenku na vytvoření dramatu dostal Schiller v době, kdy byl na rozkaz vévody Karla Evžena Württemberského na čtrnáct dní uvězněn za nepovolenou návštěvu reprízy své hry Loupežníci v Mannheimu roku 1782. Proto v dramatu zpodobnil nejen osoby vévodského dvora včetně jejich intrik, ale také celkové poměry v zemi.
Hra se měla původně jmenovat podle hlavní ženské hrdinky Luisa Millerová (Luise Miller), ale Schiller jí na radu známého mannheimského herce a dramatika Ifflanda přejmenoval. Dokončena byla roku 1783, prvně byla vydána na jaře roku 1784 a premiéru měla 13. dubna roku 1784 ve Frankfurtu nad Mohanem. Dva dny poté byla hra uvedena v Mannheimu, kde obecenstvo uspořádalo autorovi nadšené ovace.

## Obsah tragédie

### Hlavní postavy

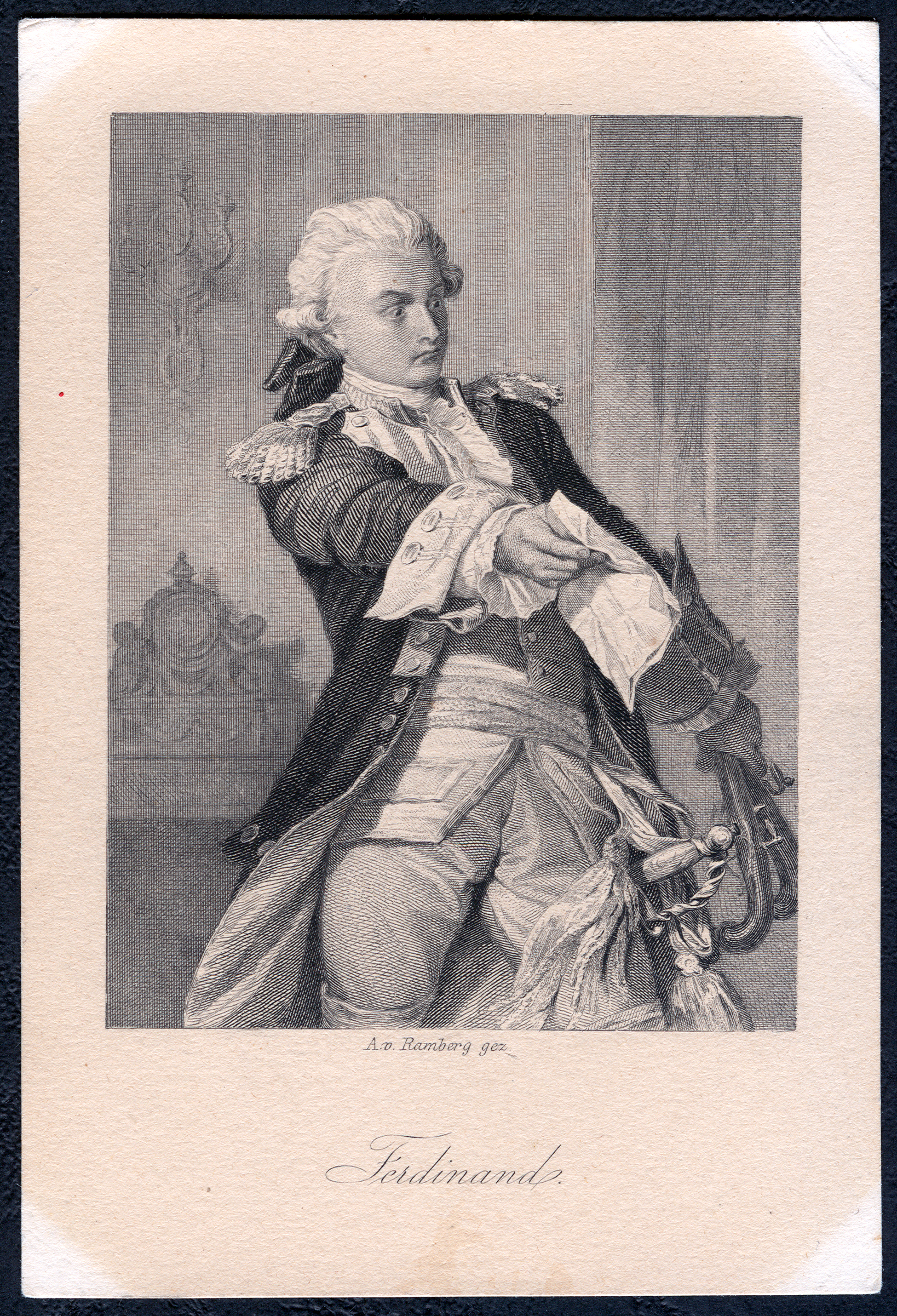
Ferdinand

- president von Walter, ministr na vévodském dvoře.
- Ferdinand, jeho syn, major.
- dvorní maršálek von Kalbe.
- lady Milfordová, vévodova milostnice.
- Wurm, presidentův tajemník.
- Miller, městský hudebník.
- Luisa Millerová, jeho dcera.

### Děj tragédie

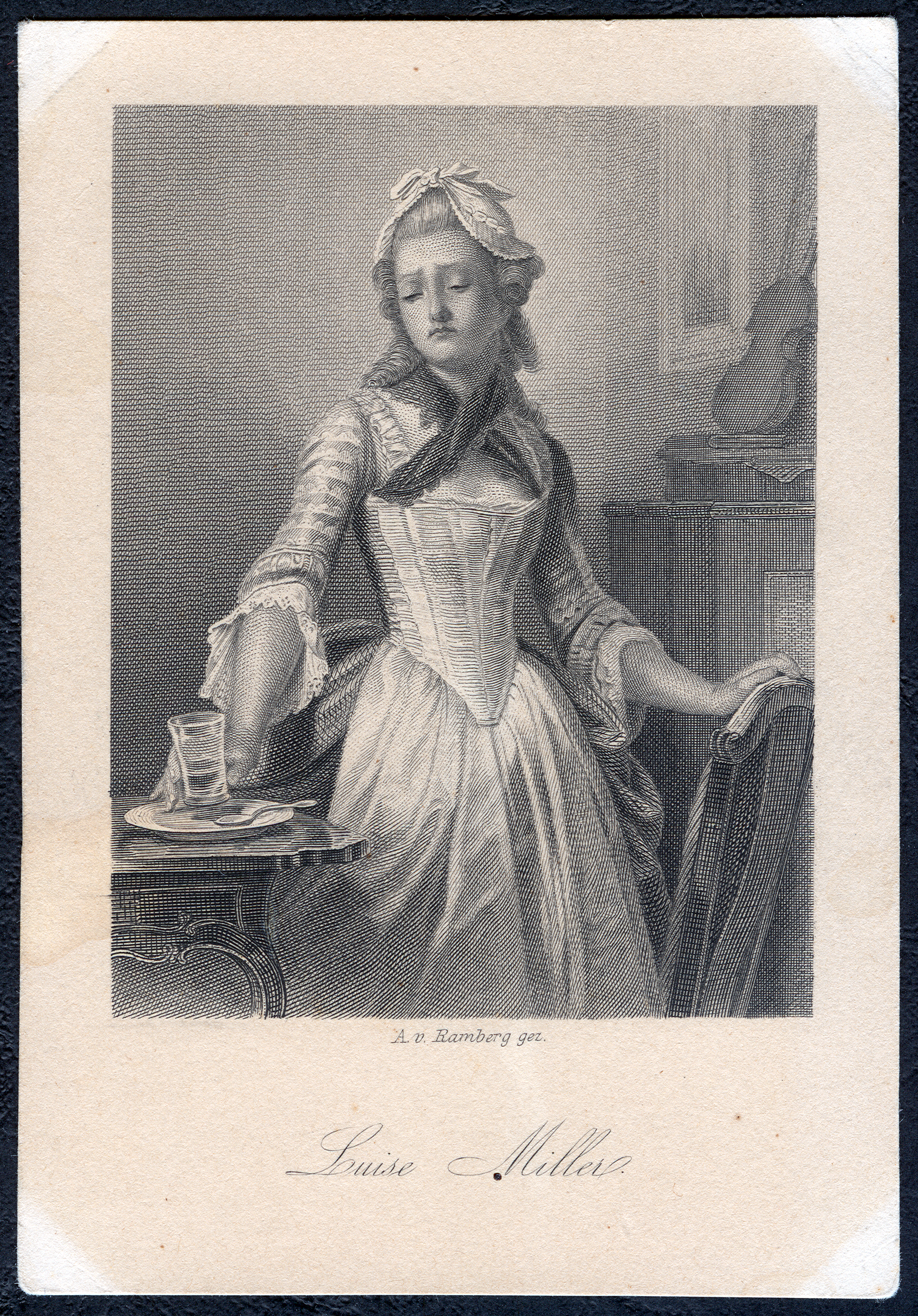
Luisa Millerová

Ferdinand je armádní major a syn prezidenta (kancléře) von Waltera, vysoce postaveného šlechtice u knížecího dvora, zatímco Luisa Millerová je dcerou ne příliš bohatého měšťanského hudebníka. Zamilují se do sebe, ale oba jejich otcové jim přikazují ať svůj vztah ukončí. Luisin otec si myslí, že Ferdinand to s ní nemyslí vážně, Ferdinandův otec odmítá sňatek kvůli nižšímu společenskému postavení Luisy, kterou navíc považuje za prostitutku. Místo toho chce prezident rozšířit svůj vliv a postavení na dvoře a tak domluví synovi manželství s milenkou vévody lady Milfordovou.

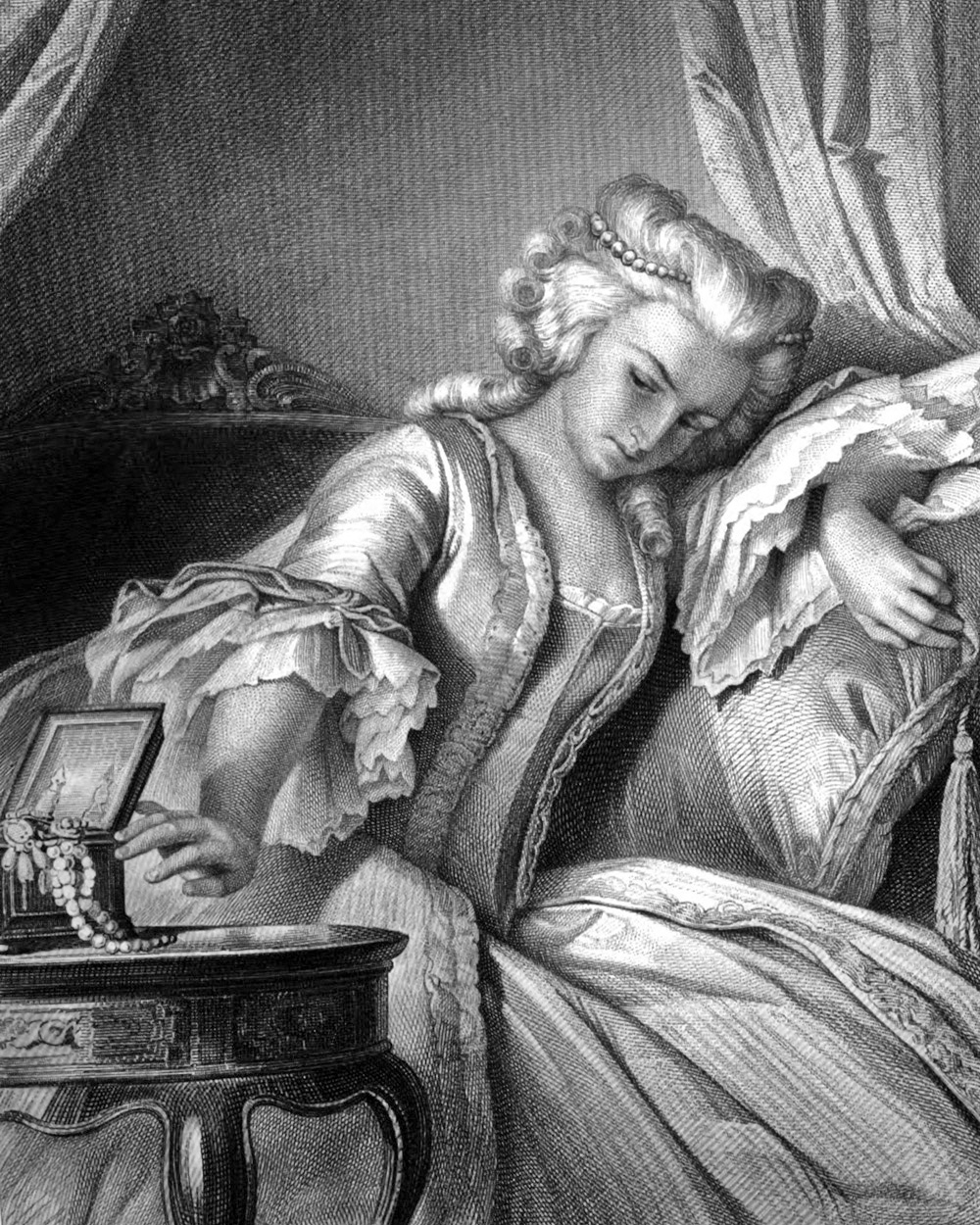
Lady Milfordová

Ferdinand se proti záměru svého otce bouří a snaží se přesvědčit Luisu, aby s ním utekla. Jde také za lady Milfordovou, aby ji přesvědčil, aby se ho vzdala. Dozví se nejen o tragické minulosti této dámy, ale také o tom, že ho opravdu miluje. Z prestižních důvodů se však Ferdinanda vzdát nemůže, protože o její svatbě již všichni mluví. Teprve poté, co krátce promluví s Louisou a pozná její nevinnost, občanskou hrdost a křesťanskou nezištnost, vzdá se svých manželských záměrů a opustí zemi, aby se stáhla z dvorského světa a od nynějška vedla počestný život.
Ferdinand chce rovněž osvětlit soudu korupční machinace svého otce a prozradit, jak se stal prezidentem. Aby dosáhli svého cíle a zabránili Ferdinandovi realizovat svou hrozbu, vymyslí prezident a jeho tajemník Wurm, zhrzený Ferdinandův soupeř v lásce, zákeřnou intriku. Nechají bezdůvodně zatknout Luisiny rodiče a Luisu pak donutí, aby napsala milostný dopis dvornímu maršálkovi von Kalbovi a aby přísahala, že to nikomu neřekne. Tento dopis pak ukážou Ferdinandovi, což v něm vyvolá naprosté zoufalství. Luisa řekne otci, že se chce zabít, ale ten ji přemluví, aby to nedělala, protože je to velký hřích. Pak přijde Ferdinand, pošle otce pryč a otráví sebe i Luisu. Umírající Luisa řekne Ferdinandovi pravdu o dopise. Ferdinand obviní z jejich smrti svého otce a tajemníka Wurma. Ještě před smrtí však stihne svému otci odpustit. Prezident von Walter pak odchází doprovázen biřici k soudu.

## Adaptace

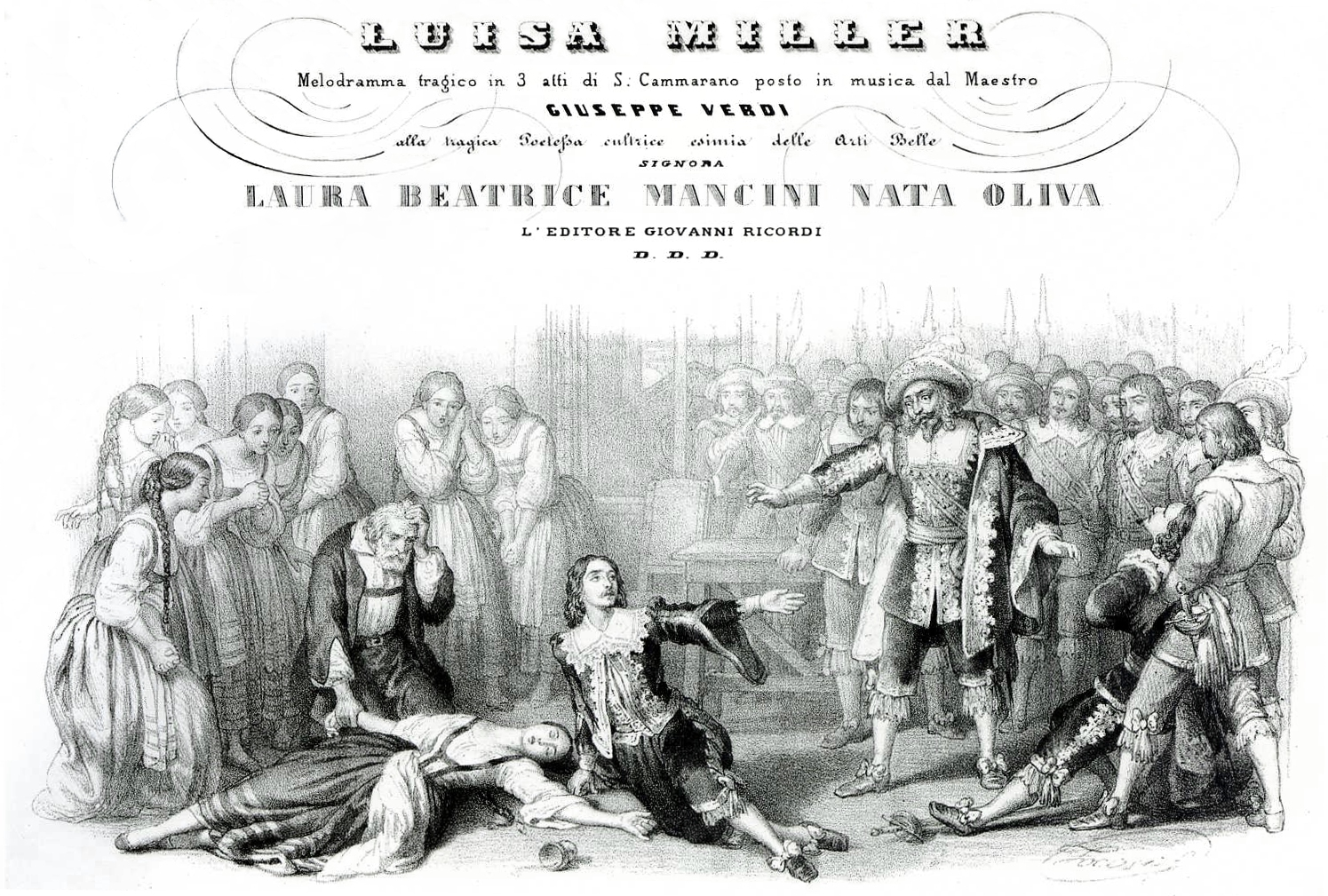
Titulní list partitury Verdiho opery Luisa Millerová z roku 1849

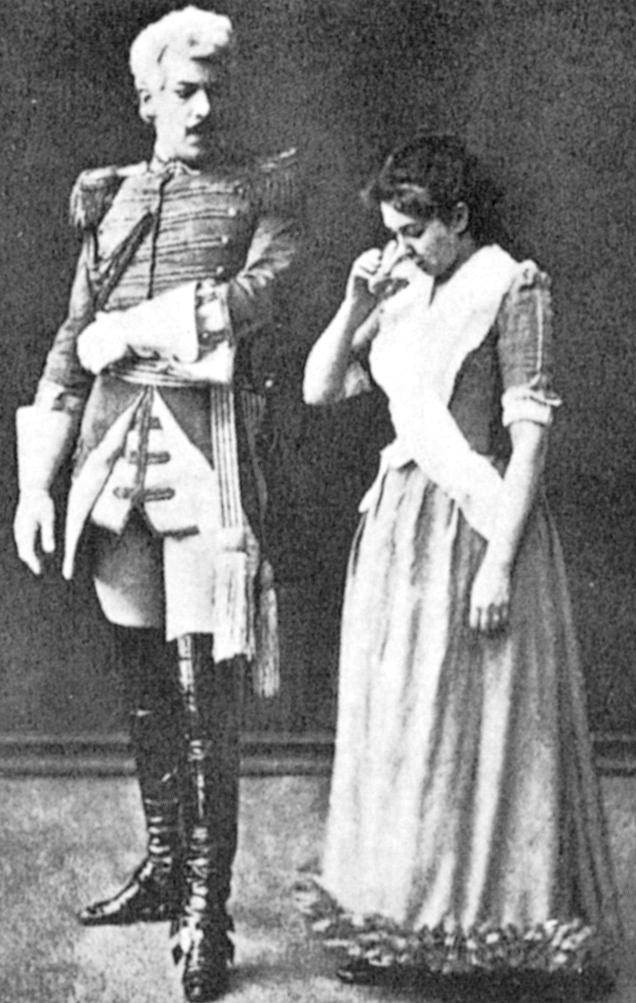
Konstantin Sergejevič Stanislavskij a jeho manželka jako Ferdinand a Luisa roku 1889

### Hudba
- Podle hry italský skladatel Giuseppe Verdi tragickou operu o 3. dějstvích pod názvem Luisa Millerová na libreto Salvatora Cammarana. pera měla premiéru 8. prosince 1849 v neapolském Královském divadle San Carlo.[5]
- Roku 1976 složil operu Kabale und Liebe na libreto Borise Blachera rakouský skladatel Gottfried von Einem.[6]

### Film a televize
- Luisa Miller (1910), italský němý film, režisér neuveden.
- Luisa Miller (1911), italský němý film, režie Ugo Falena.
- Kabale und Liebr (1913), německý němý film, režie Friedrich Feher.
- Luise Millerin (1922), německý němý film, režie Carl Froelich.
- Kabale und Liebe (1955), západoněmecký televizní film, režie Curt Goetz-Pflug.
- Kabale und Liebe (1959), západoněmecký televizní film, režie Harald Braun.
- Kabale und Liebe (1959), východoněmecký televizní film, režie Hugo Hermann.
- Kabale und Liebe (1959), východoněmecký film, režie Martin Hellberg.
- Spletka i ljubav (1960), jugoslávský televizní filom, režie Sava Mrmak a Janez Senk.
- Kabale und Liebe (1965), rakouský televizní film, režie Erich Neuberg.
- Kabale und Liebe (1967), západoněmecký televizní film, režie Gerhard Klingenberg.
- Intriga y amor (1970), španělský televizní film, rečie José Luis Tafur.
- Kabale und Liebe (1974), východoněmecký televizní film, režie Klaus Erforth.
- Kabale und Liebe (1978), západoněmecký televizní film, režie Gerhard Klingenberg.
- Kabale und Liebe (1980), západoněmecký televizní film, režie Heinz Schirk.
- Kabale und Liebe (1981), východoněmecký televizní film, režie Piet Drescher.
- Kabale und Liebr (2005), německý televizní film, režie Leander Haußmann.
- Luisa Miller (2007), opera Giuseppe Verdiho, italský televizní film, režie Andrea Dorigo.
- Kabale und Liebr (2009), německý televizní film, režie János Darvas.
- Luisa Miller (2018), opera Giuseppe Verdiho, americký televizní film (část seriálu The Metropolitan Opera HD Live), režie Matthew Diamond.[7]

## Česká vydání a inscenace (výběr)
- Ouklady a láska, Praha: Jaroslav Pospíšil 1859, přeložil Josef Jiří Kolár, znovu 1868 a 1890.
- Úklady a láska, inscenace Stavovského divadla v Praze, premiéra 6. října 1937, přeložil Pavel Eisner, režie Karel Dostal.[8]
- Úklady a láska. Praha: Alois Neubert 1944, přeložil Pavel Tkadlec.
- Úklady a láska, inscenace Horáckého divadla v Jihlavě, premiéra 27. listopadu 1951, přeložil Pavel Eisner, režie Jiří Nesvadba.[9]
- Úklady a láska. Praha: ČLDJ 1952, přeložil Vladimír Šrámek.
- Úklady a láska, inscenace Divadla Zdeňka Nejedlého v Ostravě, premiéra 30. prosince 1952, přeložil Vladimír Šrámek, režie Jiří Dalík.[10]
- Úklady a láska. inscenace Divadlo S. K. Neumanna v Praze, premiéra 10. října 1953, přeložil Vladimír Šrámek, režie Václav Lohniský..[11]
- Úklady a láska. Praha: Orbis 1953, přeložil Vladimír Šrámek.
- Úklady a láska, inscenace Slováckého divadla v Uherském Hradišti, premiéra 15. ledna 1955, přeložil Pavel Eisner, režie Alois Hajda.[12]
- Úklady a láska. Praha: Orbis 1959, přeložili Pavel Eisner a Dagmar Eisnerová.
- Úklady a láska, in Loupežníci; Fiesco; Úklady a láska; Don Carlos, Praha: SNKLHU 1959, přeložili Pavel Eisner a Dagmar Eisnerová.
- Úklady a láska, inscenace Realistického divadla Zdeňka Nejedlého v Praze, premiéra 2. dubna 1967, přeložil Valter Feldstein, režie Jiří Dalík.[13]
- Úklady a láska, Praha: Dilia 1971, přeložil Jiří Stach.
- Úklady a láska, inscenace Státního divadla v Brně, premiéra 23. ledna 1981, přeložil Josef Balvín, režie Jaromír Roštínský.[14]
- Úklady a láska, Praha: Dilia 1981, přeložil Josef Balvín.
- Úklady a láska, inscenace Tylova divadla v Praze, premiéra 3. června 1982, přeložil Josef Balvín, režie Ľubomír Vajdička.[15]
- Úklady a láska, inscenace Slováckého divadla v Uherském Hradišti, premiéra 5. února 1994, přeložil Jiří Stach, režie Igor Stránský.[16]
- Úklady a láska, inscenace Divadla Na zábradlí v Praze, premiéra 30. listopadu 2000, přeložili Pavel Eisner a Dagmar Eisnerová, režisér Jan Antonín Pitínský.[17]
- Úklady a láska, inscenace Stavovského divadla v Praze, premiéra 13. ledna 2005, přeložil Josef Balvín, režie Jan Nebeský.[18]
- Úklady a láska, inscenace Slezského divadla V Opavě, premiéra 5. června 2011, přeložil Josef Balvín, režie Zdeněk Černín.[19]
- Úklady a láska, Praha: Artur 2011, přeložil Josef Balvín.
- Úklady a láska, inscenace Divadla Josefa Kajetána Tyla v Plzni, premiéra 12. prosinec 2015, přeložil Josef Balvín, režie Marián Amsler.[20]
- Úklady a láska, inscenace Švandova divadla na Smíchově, premiéra 26. května 2018, přeložil Martin Sládeček, režie Martin Františák.[21]
- Úklady a láska, inscenace Klicperova divadla v Hradci Královské, premiéra 11. června 2021, přeložil Josef Balvín, režie Ivan Krejčí.[22]